# Кастро (провінція Бергамо)

Кастро (італ. Castro) — муніципалітет в Італії, у регіоні Ломбардія,  провінція Бергамо.
Кастро розташоване на відстані близько 480 км на північний захід від Рима, 80 км на північний схід від Мілана, 33 км на схід від Бергамо.
Населення — 2457 осіб (2014).

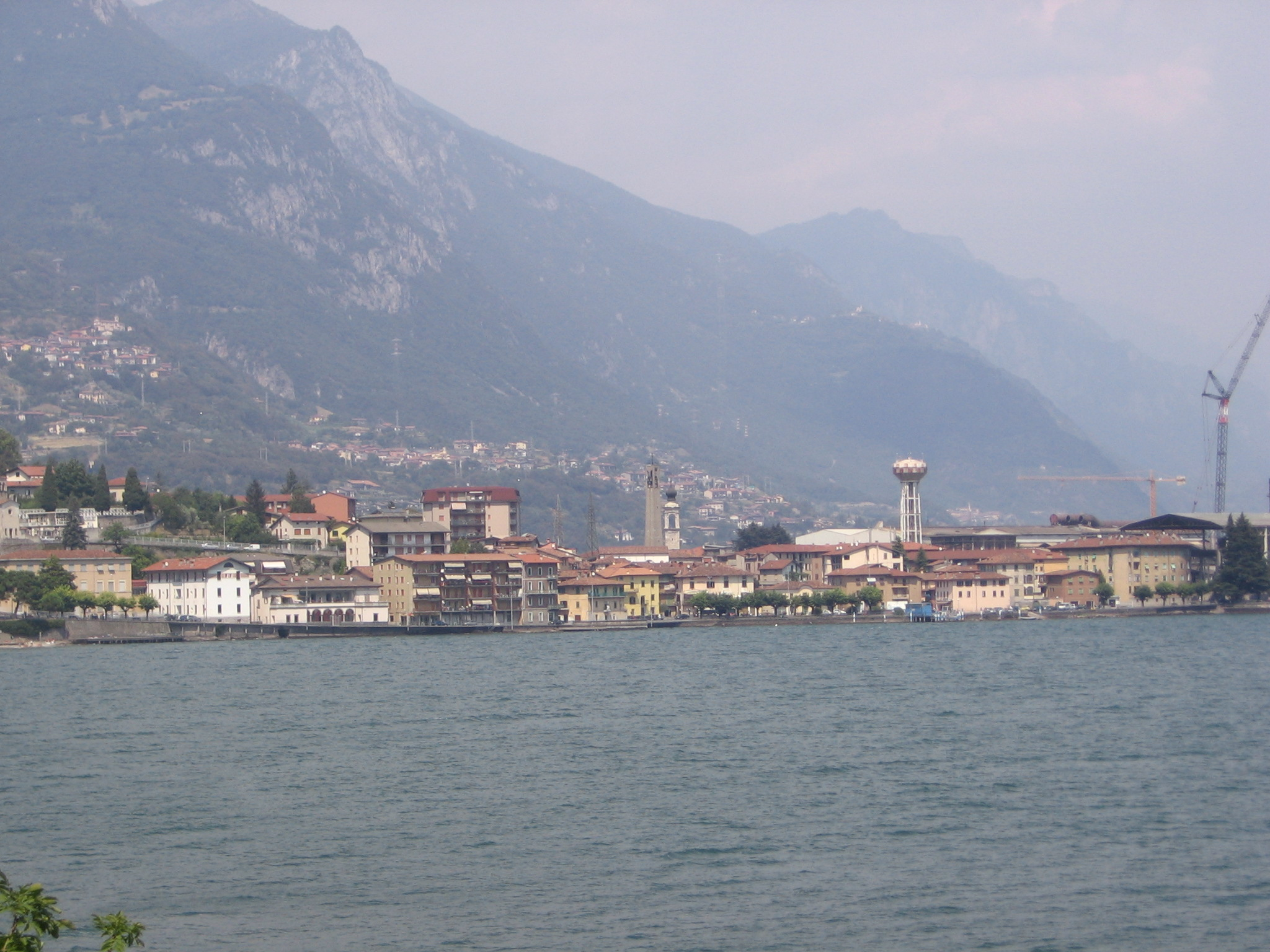

Щорічний фестиваль відбувається 10 серпня. Покровитель — San Giacomo.

## Демографія
Населення за роками:

Станом на 1 січня 2023 року в муніципалітеті офіційно проживало 87 іноземців з 18 країн, серед них 20 громадян країн Євросоюзу та 10 громадян України.

## Сусідні муніципалітети
- Ловере
- П'яніко
- Пізонье
- Сольто-Колліна